# 帕埃斯图姆

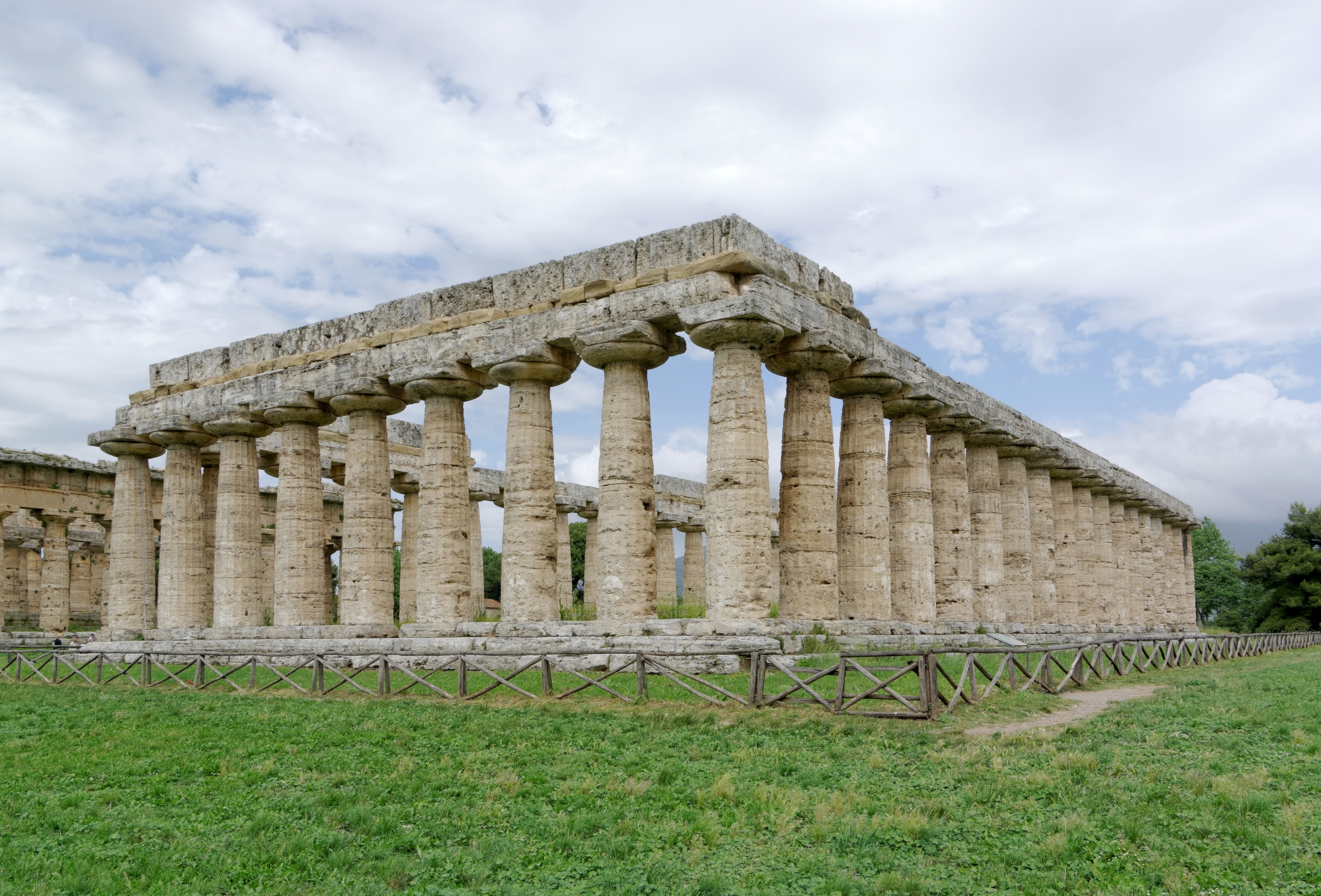
赫拉神庙

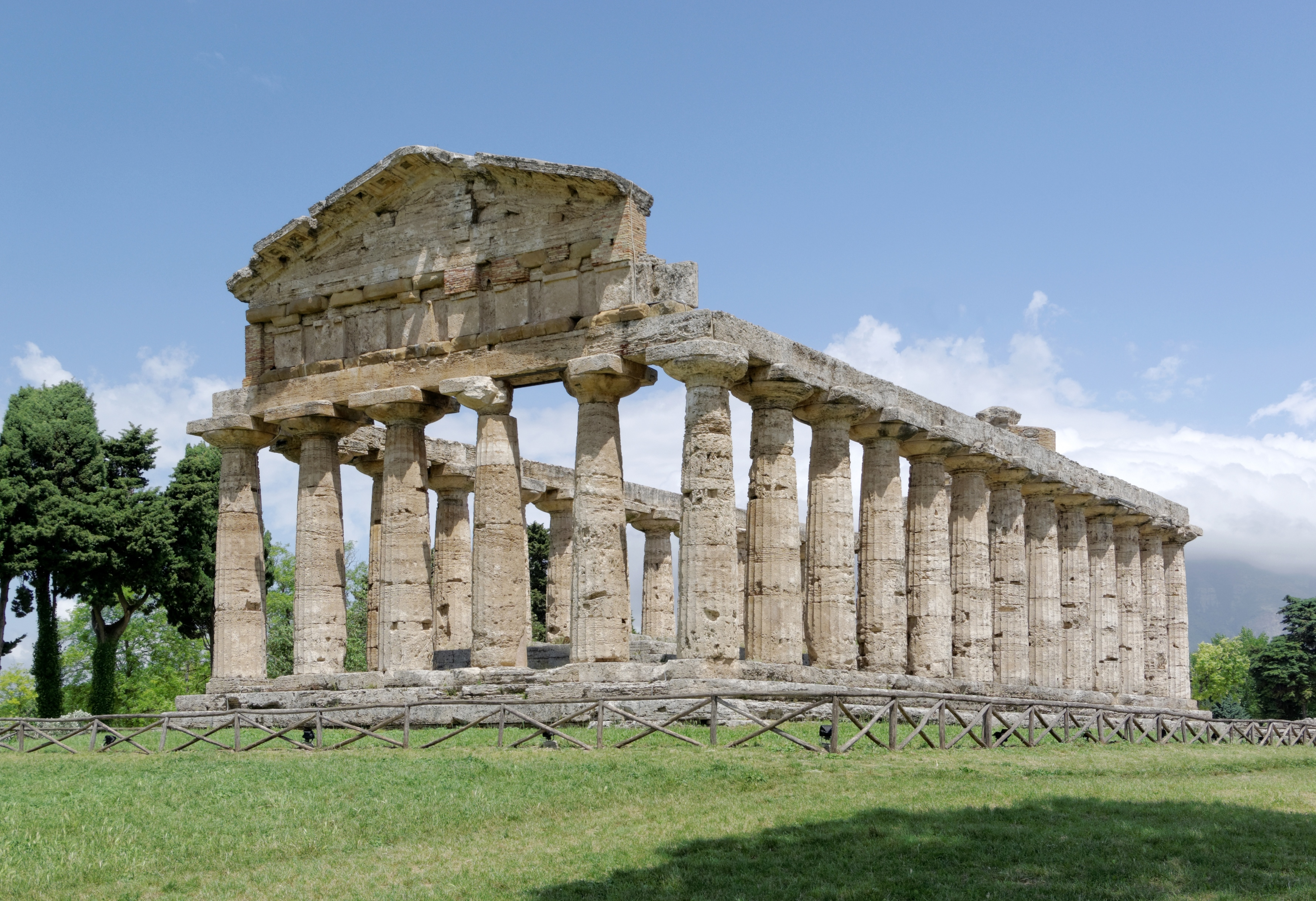
雅典娜神庙

帕埃斯图姆（Paestum）是意大利坎帕尼亚地区的城镇。它位于奇伦托地区北部，那不勒斯东南方85公里萨莱诺省靠近海岸的地方，以古希臘建築多立克柱式神廟而聞名。
该城由来自希腊锡巴里斯的殖民者创建于公元前7世纪末。 
帕埃斯图姆现存三座多立克风格的希腊神庙：2座赫拉神庙和雅典娜神庙，建于公元前6世纪上半叶。
帕埃斯图姆城占地120公顷，但已挖掘的三座神庙只占地25公顷，其余95公顷土地仍属于私人所有，没有进行挖掘。环绕城市的城墙仍在存在，大约长4750米，厚5 - 7米，高15米。 
现代帕埃斯图姆市镇位于考古遗址北面，拥有漫长的海滩，是一个海滨度假胜地。

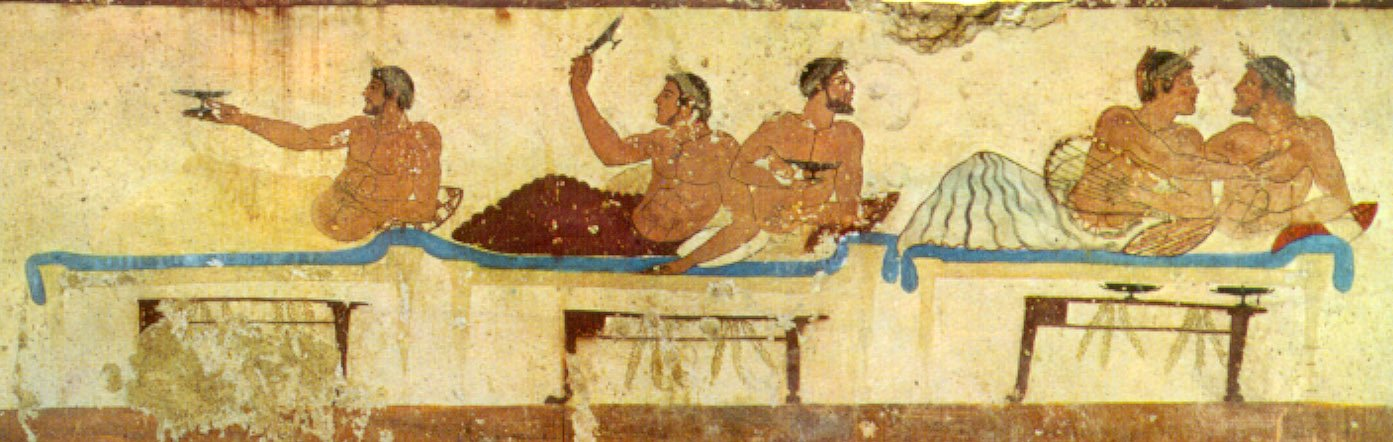
The symposium on the north wall